# Thessalia obsoleta
Thessalia obsoleta är en fjärilsart som beskrevs av Edwards 1878. Thessalia obsoleta ingår i släktet Thessalia och familjen praktfjärilar. Inga underarter finns listade i Catalogue of Life.